# Susanne Hennig-Wellsow
Susanne Hennig-Wellsow (ur. 13 października 1977 w m. Demmin) – niemiecka polityk, posłanka do Bundestagu, od 2021 do 2022 współprzewodnicząca Lewicy.

## Życiorys
W młodości trenowała łyżwiarstwo szybkie. W 1996 zdała egzamin maturalny w liceum sportowym w Erfurcie, a w 2001 ukończyła pedagogikę na Uniwersytecie w Erfurcie. Działaczka Partii Demokratycznego Socjalizmu i następnie Lewicy. W latach 2001–2004 była etatową pracownicą swojego ugrupowania. W 2004 uzyskała mandat posłanki do landtagu Turyngii, z powodzeniem ubiegała się o reelekcję w 2009, 2014 i 2019. W latach 2013–2021 przewodniczyła swojej partii w Turyngii, a od 2014 do 2021 kierowała jej frakcją deputowanych. Członkini związku zawodowego IG Metall i pomagającej imigrantom organizacji Sea-Eye.
W lutym 2021 została współprzewodniczącą Lewicy (obok Janine Wissler). W tym samym roku uzyskała mandat posłanki do Bundestagu. W kwietniu 2022 ustąpiła z funkcji partyjnej, motywując to m.in. względami osobistymi.